# (19718) Albertjarvis
(19718) Albertjarvis est un astéroïde de la ceinture principale.

## Description
(19718) Albertjarvis est un astéroïde de la ceinture principale. Il fut découvert le 5 novembre 1999 à Las Cruces par David S. Dixon. Il présente une orbite caractérisée par un demi-grand axe de 2,60 UA, une excentricité de 0,13 et une inclinaison de 14,7° par rapport à l'écliptique.

## Compléments